# The Terraced Moraines
The Terraced Moraines (englisch für Die terrassierten Moränen) sind Moränen auf der antarktischen Ross-Insel. Sie liegen am Kap Royds.
Teilnehmer der Terra-Nova-Expedition (1910–1913) unter der Leitung des britischen Polarforschers Robert Falcon Scott gaben ihnen ihren deskriptiven Namen.